# Сан-Марино на Чемпіонаті світу з водних видів спорту 2015
Сан-Марино взяла участь у Чемпіонаті світу з водних видів спорту 2015, який пройшов у Казані (Росія) від 24 липня до 9 серпня.

## Плавання
Плавці Сан-Марино виконали кваліфікаційні нормативи в дисциплінах, які наведено в таблиці (не більш як 2 плавці на одну дисципліну за часом нормативу A, і не більш як 1 плавець на одну дисципліну за часом нормативу B):
Жінки
| Спортсменка      | Дисципліна           | Попередній заплив | Попередній заплив | Півфінал         | Півфінал         | Фінал            | Фінал            |
| Спортсменка      | Дисципліна           | Час               | Місце             | Час              | Місце            | Час              | Місце            |
| ---------------- | -------------------- | ----------------- | ----------------- | ---------------- | ---------------- | ---------------- | ---------------- |
| Беатріче Фелічі  | 50 м вільним стилем  | 28.15             | 75                | Завершила виступ | Завершила виступ | Завершила виступ | Завершила виступ |
| Беатріче Фелічі  | 100 м вільним стилем | 59.51             | 65                | Завершила виступ | Завершила виступ | Завершила виступ | Завершила виступ |
| Елена Джованніні | 200 м вільним стилем | 2:07.84           | 53                | Завершила виступ | Завершила виступ | Завершила виступ | Завершила виступ |
| Елена Джованніні | 400 м вільним стилем | 4:29.40           | 42                | Н/Д              | Н/Д              | Завершила виступ | Завершила виступ |